# Torneo Nacional de Boxeo Playa Girón 1981
Das Torneo Nacional de Boxeo Playa Girón 1981 wurde vom 10. bis zum 22. Januar 1981 in Matanzas ausgetragen und war die 20. Austragung der nationalen kubanischen Meisterschaften im Amateurboxen.

## Medaillengewinner
Die Meistertitel wurden in zwölf Gewichtsklassen vergeben.
| Gewichtsklasse                  | Gold                | Silber              | Bronze              |
| ------------------------------- | ------------------- | ------------------- | ------------------- |
| Halbfliegengewicht (bis 48 kg)  | Hipólito Ramos      | Luis C. Valdés      | Adrián Núñez        |
| Halbfliegengewicht (bis 48 kg)  | Hipólito Ramos      | Luis C. Valdés      | Emilio Ramos        |
| Fliegengewicht (bis 51 kg)      | Omar Santiesteban   | Pedro Orlando Reyes | Ernesto Bicet       |
| Fliegengewicht (bis 51 kg)      | Omar Santiesteban   | Pedro Orlando Reyes | Lázaro Ordaz        |
| Bantamgewicht (bis 54 kg)       | Eduardo Morera      | Ricardo Perera      | Héctor Figuerola    |
| Bantamgewicht (bis 54 kg)       | Eduardo Morera      | Ricardo Perera      | Luis Delís          |
| Federgewicht (bis 57 kg)        | Adolfo Horta        | Ramón Goire         | Pastor Frómeta      |
| Federgewicht (bis 57 kg)        | Adolfo Horta        | Ramón Goire         | Emilio Ruíz         |
| Leichtgewicht (bis 60 kg)       | Carlos García       | Ángel Herrera       | Diosdado Rivalta    |
| Leichtgewicht (bis 60 kg)       | Carlos García       | Ángel Herrera       | Samuel Belford      |
| Halbweltergewicht (bis 63,5 kg) | José Aguilar Pulsán | José Luis Hernández | Bernardo Muñoz      |
| Halbweltergewicht (bis 63,5 kg) | José Aguilar Pulsán | José Luis Hernández | Luis E. Campos      |
| Weltergewicht (bis 67 kg)       | Andrés Aldama       | Hilario Acea        | Luis Calzado        |
| Weltergewicht (bis 67 kg)       | Andrés Aldama       | Hilario Acea        | Mario Rodríguez     |
| Halbmittelgewicht (bis 71 kg)   | Manuel Cordero      | Ezequiel Blanco     | Armando Martínez    |
| Halbmittelgewicht (bis 71 kg)   | Manuel Cordero      | Ezequiel Blanco     | Modesto Morales     |
| Mittelgewicht (bis 75 kg)       | Alejandro Montoya   | Bernardo Comas      | Pablo Sanford       |
| Mittelgewicht (bis 75 kg)       | Alejandro Montoya   | Bernardo Comas      | Julio Llerena       |
| Halbschwergewicht (bis 81 kg)   | Remigio Pérez       | Orestes Pedroso     | Hermenegildo Báez   |
| Halbschwergewicht (bis 81 kg)   | Remigio Pérez       | Orestes Pedroso     | Ricardo Rojas Frías |
| Schwergewicht (bis 91 kg)       | Roberto Gómez       | Juan Rojas          | Pedro Cárdenas      |
| Schwergewicht (bis 91 kg)       | Roberto Gómez       | Juan Rojas          | Glemon Crawford     |
| Superschwergewicht (über 91 kg) | Teófilo Stevenson   | Ángel Milián        | Roberto Taylor      |
| Superschwergewicht (über 91 kg) | Teófilo Stevenson   | Ángel Milián        | Jorge Luis González |